# Kelly Packard
Kelly Chemane Packard (født 29. januar 1975) er en amerikansk model, skuespilerinde og sangerinde.
Packard er især kendt for sin medvirken i TV-serierne California Dreams og Baywatch som livredderen April Giminski.

## Filmografi
| År   | Titel                                   | Rolle            |
| ---- | --------------------------------------- | ---------------- |
| 1991 | And You Thought Your Parents Were Weird | Halloween Kid #2 |
| 1997 | Little Bigfoot                          | Lanya            |
| 1998 | Baywatch: White Thunder at Glacier Bay  | April Giminski   |
| 2000 | Get Your Stuff                          | Jen              |
| 2002 | The Killing Point                       | Lisa             |
| 2002 | Auto Focus                              | Dawson's Blond   |
| 2010 | My Girlfriend's Boyfriend               | Suzy             |

## Medvirken i TV
| År        | Titel                       | Rolle                                     |
| --------- | --------------------------- | ----------------------------------------- |
| 1989      | Living Dolls                | Debbie                                    |
| 1990      | The Wonder Years            | Susan Fisher                              |
| 1990–1992 | Blossom                     | Kimberly Taylor                           |
| 1991–1999 | Baywatch                    | Joanie Girl Beth Campfield April Giminski |
| 1992–1996 | California Dreams           | Tiffani Smith                             |
| 1993      | Step by Step                | Marcia                                    |
| 1994–1995 | Boy Meets World             | Tracy Candy                               |
| 1997      | USA High                    | Tiffani Gleason                           |
| 2001      | The Wild Thornberrys        | Nursery Attendant (voice)                 |
| 2002–2003 | Ripley's Believe It or Not! | Herself                                   |
| 2015      | Stalked By My Neighbor      | Lisa Miller                               |
| 2018      | Family Vanished             | Lisa                                      |